# Reserva Extrativista Arapixi
Reserva Extrativista Arapixi är ett naturreservat i Brasilien. Det ligger i kommunen Boca do Acre och delstaten Amazonas, i den västra delen av landet, 2 300 km väster om huvudstaden Brasília.
I omgivningarna runt Reserva Extrativista Arapixi växer i huvudsak städsegrön lövskog. Trakten runt Reserva Extrativista Arapixi är nära nog obefolkad, med mindre än två invånare per kvadratkilometer.